# ゲージ (ポルノ女優)
ゲージ（Gauge、1980年7月24日-）はアメリカ合衆国のポルノ女優。以前はストリッパーだった。アーカンソー州ホットスプリング出身。身長150cm、体重42kg。スリーサイズは86、56、86。

## 人物
彼女は19歳の時から、主にゲージという名で成人映画の女優として活動している。
ゲージはアーカンソー州でストリップの仕事を始め、テネシー州メンフィスのプラティナム・プラスというストリップ劇場で当時の恋人であり新米ポルノ男優だったモジョと出会い、俳優でディレクターだったエド・パワーズに紹介してもらった。彼らは、2000年にゲージのデビュー作となる成人映画More Dirty Debutantes #129を撮影した。長時間の過激なアナルセックスシーンが評判を呼んで、この映画は大成功を収めた。
彼女の童顔、適度な胸のサイズ、低身長によって、彼女はロリータやティーンの役柄を完璧にこなした。彼女の次の作品は3Pのシーンを含むMore Dirty Debutantes #137という映画で、後にFinally 18で特集された。
表向きには、ゲージはすぐにこの仕事から引退したように見えた。2001年11月、モジョがケンドラ・ジェイドと浮気をしていたと感じたため、彼女はモジョと別れ、それ以降は仕事だけの付き合いになった。2002年、ゲージはロサンゼルスとニューヨークでエスコートの予約の仕事を始めた。
2005年4月、ゲージはアーカンソー州のストリップ劇場で働いていた時、酒を飲みすぎて急性アルコール中毒になり死にかけたことを告白した。彼女の血中アルコール濃度は致死量0.8の半分にあたる0.4だったと記録されている。
ゲージは2006年5月14日、ジェイソンという名前の男性と結婚した。